# Rhypopteryx preissi
Rhypopteryx preissi är en fjärilsart som beskrevs av Schultze 1934. Rhypopteryx preissi ingår i släktet Rhypopteryx och familjen tofsspinnare. Inga underarter finns listade.